# Carl Benedek (Journalist)
Carl Benedek, eigentlich Károly Benedek, (* 30. Mai 1889 in Budapest; † 27. April 1964 in Koblenz) war ein ungarischer Journalist und Autor.

## Leben
Carl Benedek stammte aus einer bürgerlichen Familie und stand dem Kreis um den Politiker und Soziologen Oszkár Jászi nahe. Er erwarb einen Abschluss in Rechtswissenschaften an der Universität von Paris und einen Doktortitel in Politikwissenschaft in Budapest. 1910 wurde er Journalist und spezialisierte sich auf internationale Politik. Bekannt wurde er durch seine Interviews mit wichtigen Staatsmännern, die dem Interview-Porträt-Muster entsprachen; diese Technik wurde später auch von Schriftstellern verwendet. Seine Artikel zur internationalen Politik wurden in vielen Zeitungen veröffentlicht. Laut eigenen Angaben traf er im Laufe seines Lebens sowohl mit Mussolini als auch Lenin und Hitler zusammen. Mussolini traf er 1914 öfter, nachdem der sich von den Sozialisten getrennt hatte und eine eigene Zeitung herausgab. Lenin traf er 1915 und 1916 mehrere Male während dessen Emigrantenzeit in Zürich, und mit Hitler fuhr er 1923 acht Tage lang als ausländischer Berichterstatter in einem Fliegerauto mit und arbeitete an einem Interview-Porträt des damaligen  Putschisten.
Während des ersten Balkankriegs und wieder unter der Regierung von Mihály Károlyi war er Presseattaché der ungarischen Botschaft in Bern. Zwischen 1912 und 1919 arbeitete er für die Zeitung Viláy in Budapest, zuerst als Chefredakteur der Abteilung Außenpolitik und nach Beginn des Ersten Weltkriegs als Korrespondent in Rom. 1915 ließ er sich als Korrespondent in der Schweiz nieder und lebte in Melide im Tessin. Zwischen 1915 und 1918 verfasste er regelmäßige Nachrichten und Kriegsberichte von der italienisch-schweizerischen Grenze für verschiedene Agenturen. 1916 und bis 1921 arbeitete er für die Neue Zürcher Zeitung und schrieb vor allem Artikel über die verschiedenen Balkanländer. Zwischen 1919 und 1920 schrieb er Länderreportagen, die von der Agentur Radio Paris über die Länder von Balkan und Donauraum erschienen. Von 1922 bis 1924 war er Korrespondent in Wien.
Von 1925 bis 1938 war er Chefkorrespondent des Neuen Wiener Journals in Paris, wo er unter der prophetischen Rubrik Zwischen zwei Kriegen eine Reihe kultureller und politischer Artikel veröffentlichte. Daneben verfasste er zahlreiche Artikel für die Neue Zürcher Zeitung, das Neue Berner Tagblatt, die St. Galler Zeitung, Vaterland (Luzern), den Tages-Anzeiger (Zürich) und andere Zeitungen.
Am 18. Januar 1940 wurde Benedek, weil er Vertreter deutscher und österreichischer Zeitungen war, von der französischen politischen Polizei als feindlicher Ausländer im Lager Le Vernet (Ariege) interniert. Auch nach der deutschen Besetzung Frankreichs wurde er weiterhin als politisch verdächtig in diesem berüchtigten Lager interniert. Nach zwei Jahren Internierung gelang es ihm 1942, für mehrere Zeitungen in Budapest als Korrespondent in Spanien bestätigt zu werden, wodurch er ein Visum für Spanien erhielt, in das er am 18. April 1942 aus Frankreich einreiste.
Von Spanien aus half er alten Freunden in Paris und ehemaligen Mitgefangenen bei der Flucht aus Frankreich nach Spanien, London oder Algier. Die Gestapo erfuhr davon und forderte von Spanien seine Auslieferung nach Irun, wo sich deutsche Truppen befanden. Die spanische Polizei nahm ihn 1943 fest und brachte ihn in eine Zelle im Gefängnis von Santa Rita in Carabanchel, um ihn in Handschellen an die deutschen Behörden in Irun zu übergeben. Durch die Intervention der Amerikanischen Flüchtlingskommission und die Vermittlung der Botschaft der Vereinigten Staaten von Amerika in Madrid wurde die Auslieferung verhindert, Benedek blieb jedoch noch ein weiteres Jahr in dem Foltergefängnis. Danach durfte er sich einen Verbannungsort seiner Wahl aussuchen und entschied sich für Córdoba. Hier war er in den 1930er Jahren durch eine der Königlichen Akademie von Córdoba gewidmete Geschichte Ungarns zum Mitglied der Spanischen Akademie der Wissenschaften und schönen Künste ernannt worden.
Am 2. Dezember 1944 wurde er nach Córdoba deportiert und durfte die Stadt nicht mehr verlassen. Erst zwölf Jahre später, im Frühjahr 1956, konnte er dank eines neuen spanisch-amerikanischen Aufenthaltsvertrages frei durch Spanien reisen. Kurz darauf erhielt er ein Ausreisevisum, mit dem er nach Paris zurückkehren konnte. In der französischen Hauptstadt wurde zunächst seine alte Aufenthaltsgenehmigung verlängert, aber Benedek fand keine Beschäftigung mehr. Aus diesem Grund entschied er sich 1960, nach Österreich zurückzukehren. 1964 starb er in Koblenz, unterwegs auf einer Sommerreise nach Spanien.

## Werk
Benedek begann in den 1930er Jahren auch historische Arbeiten zu schreiben, etwa über die Entdeckung und Veröffentlichung der Korrespondenz zwischen Talleyrand und Metternich und den Verkauf der Geheimakte, die zwischen Napoleon und Kaiser Franz geschlossen wurde.
In seinen letzten Jahren in Paris und während seines Aufenthalts in Córdoba widmete er sich hauptsächlich literarischen Werken oder poetischem Schaffen, Kurzgeschichten und kulturwissenschaftlichen Studien. In Wien konzentrierte er sich auf eine in Córdoba begonnene Arbeit über Spanien, starb aber 1964, bevor er diese zum Abschluss gebracht hatte. Seine Frau Alice Benedek hat das ungarische Manuskript später ins Deutsche übersetzt; 1990 wurde es im Casimir Katz Verlag unter dem Titel Das iberische Erbe Spaniens veröffentlicht. Das ursprüngliche Manuskript hieß Das Rätsel von Spanien (eine Psychoanalyse des spanischen Volkes). Das Werk ist der Versuch, inspiriert von der Lehre der Archetypen von C. G. Jung, einer Art von psychoanalytisch-völkischer Geschichtsschreibung, einer Psychoanalyse der Masse. Im Zentrum der Betrachtung stehen die angeblich aus Afrika stammenden, individualistischen Iberer und deren unveränderter Charakter im Verlauf ihrer Begegnung mit anderen Völkern, die Spanien besiedelt hatten: Etruskern und Phöniziern in Tarschisch, Karthagern und Römern an der Küste, Kelten in Galicien, dem Reich der Westgoten, den Franken in Katalonien, sowie Juden und Arabern vor und nach der arabischen Herrschaft in Spanien.
Weitere erschienene Arbeiten sind unter anderem das bei Ullstein 1934 erschienene Anglers ABC: Ein Handbuch für die einfache Angelei (Autorschaft unsicher) und der posthum erschienene Gedichtband Cseng a múlt … egy lélek dalol (dt. etwa: Vorbei klingeln… ein Seelengesang, Budapest 1990).